# Prudentus Hubertus Geirnaerdt
Prudentus Hubertus Geirnaerdt (Veghel, 6 september 1888 – Sint Jansteen, 22 december 1962) was een Nederlands politicus. 
Hij werd geboren als zoon van Eduardus Geirnaerdt (1856-1933, brigadier bij de marechaussee en later handelaar) en Petronella Maria Swinkels (1858-1935). Hij groeide op in Sas van Gent en bezocht net over de grens in het Belgische Zelzate een middelbare school. Van 1905 tot 1912 was hij werkzaam bij de gemeentesecretarie van Sas van Gent. Daarna ging hij werken bij de gemeente Breda en twee jaar later trad hij in dienst bij de gemeente Bergen op Zoom waar hij het bracht tot commies-chef ter secretarie. In 1930 werd Geirnaerdt benoemd tot burgemeester van Sint Jansteen. Begin 1944 werd hij ontslagen maar na de bevrijding keerde hij terug in zijn oude functie. Geirnaerdt ging in 1953 met pensioen en overleed eind 1962 op 74-jarige leeftijd. 